# Cal Balcells (Manresa)
Cal Balcells és una masia del municipi de Manresa (Bages) protegida com a bé cultural d'interès local.

## Descripció
Masia que consta de planta baixa i pis. En planta baixa, voltes de pedra a l'entrada i celler, amb paviment de lloses i rajoles (mosaic). En planta pis, galeria d'arcs de mig punt a migdia.
Hi ha construccions auxiliars i tanca de pedra vermella. Coberta de teula a dos vessants partits. Les parets de la façana principal estan arrebossades i pintades.